# Angel Heart (musikalbum)
Angel Heart är ett album av Bonnie Tyler som gavs ut 1992.

## Spårlista
1. Fools Lullaby
2. Take A Chance
3. Race To The Fire
4. Sending Me Angels
5. Call Me
6. Angel Heart
7. You¹re The Greatest Love
8. God Gave Love To You
9. All We Need Is Tonight
10. I¹m Only A Lonely Child
11. Born To Be A Winner
12. Save Your Love (duet with Frankie Miller)
13. You¹re The Greatest Love
14. I Cry Myself To Sleep At Night